# Малагский университет
Ма́лагский университе́т (исп. Universidad de Málaga; лат. Universitas Malacitana, сокр. UMA) — государственный университет в Малаге, Андалусия. По данным на 2013 год в нём обучалось свыше 39 тысяч студентов.
Университет был основан в 1968 году по инициативе местных властей и открыл свои двери 18 августа 1972 года. На момент открытия в университете работали два факультета — экономический и медицинский. Малагский университет ведёт совместные исследования с Андалусским технологическим парком.